# Sarah Noutcha
Sarah Noutcha, née le 16 décembre 1999, est une escrimeuse française.

## Biographie
Sarah Noutcha est médaillée d'argent en sabre par équipes à l'Universiade d'été de 2019 à Naples.
Lors des Championnats d'Europe d'escrime 2022 à Antalya, Sarah Noutcha remporte la médaille d'or en sabre par équipes. Elle est ensuite médaillée d'argent en sabre par équipes aux Championnats du monde d'escrime 2022 au Caire. Elle est opérée du genou quelques semaines plus tard, en septembre 2022.

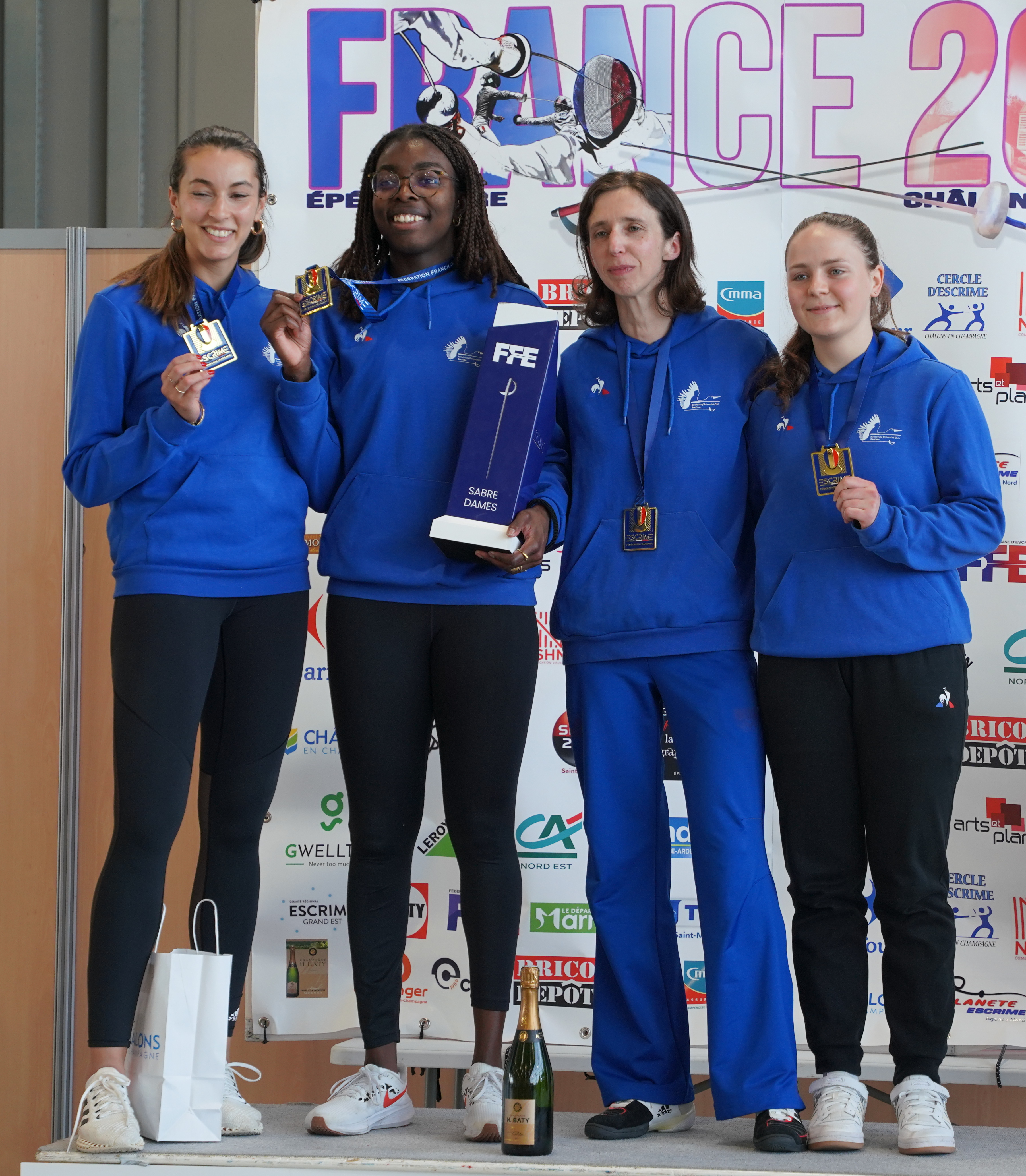
L'équipe de Strasbourg aux championnats de France 2023 avec Sara Balzer, Marie Debes et Solenne Mary.

Elle est sélectionnée comme remplaçante pour l'épreuve par équipes des Jeux olympiques de Paris 2024. Elle termine 4e avec Manon Apithy-Brunet, Sara Balzer et Cécilia Berder.
Lors de la saison 2024-2025, elle réalise quatre podiums individuels en huit épreuves de Coupe du monde et se hisse à la 4e place du classement mondial. Elle décroche le titre de championne d'Europe en individuel le 15 juin 2025 à Gênes en battant l'Ukrainienne Alina Komachtchouk (15-6), malgré une entorse au poignet et au pouce de sa main armée.

## Palmarès
- Championnats du monde
  -  Médaille d'argent par équipes aux championnats du monde d'escrime 2022 au Caire

- Championnats d'Europe
  -  Médaille d'or par équipes aux championnats d'Europe 2022 à Antalya
  -  Médaille d'or en individuel aux championnats d'Europe 2025 à Gênes
  -  Médaille d'or par équipes aux championnats d'Europe 2025 à Gênes

- Championnats de France
  -  Médaille d'or par équipes aux championnats de France 2023 à Châlons-en-Champagne.